# Pachycondyla wasmannii
Pachycondyla wasmannii är en myrart som först beskrevs av Auguste-Henri Forel 1887.  Pachycondyla wasmannii ingår i släktet Pachycondyla och familjen myror. Inga underarter finns listade i Catalogue of Life.

## Bildgalleri

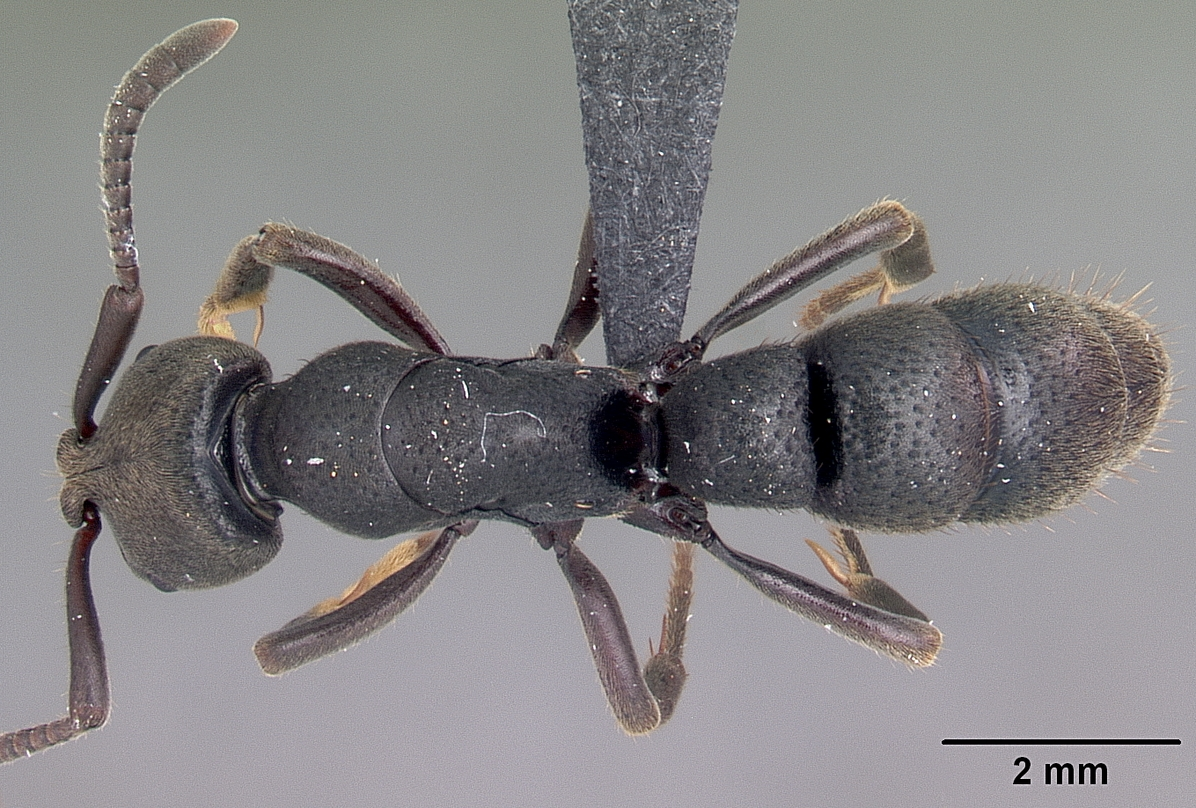
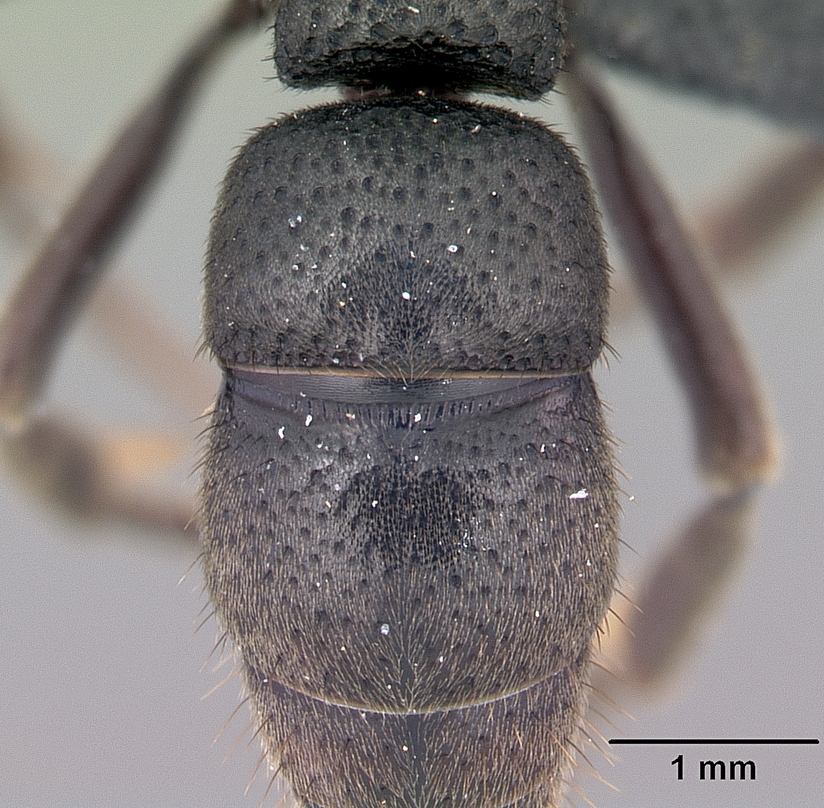
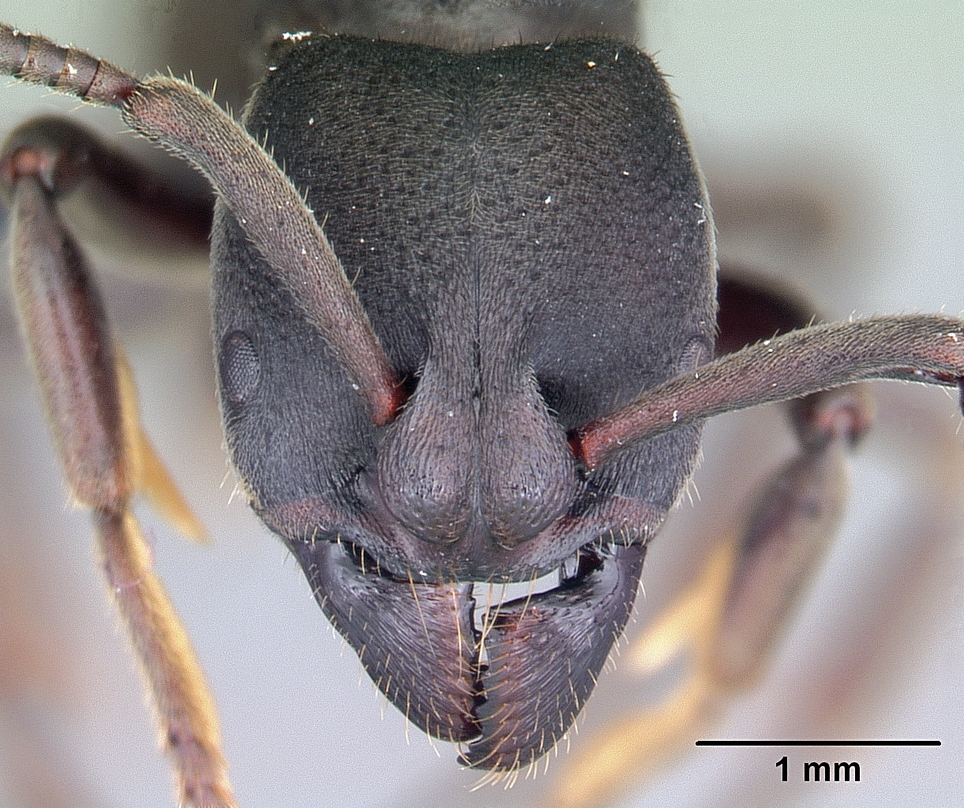
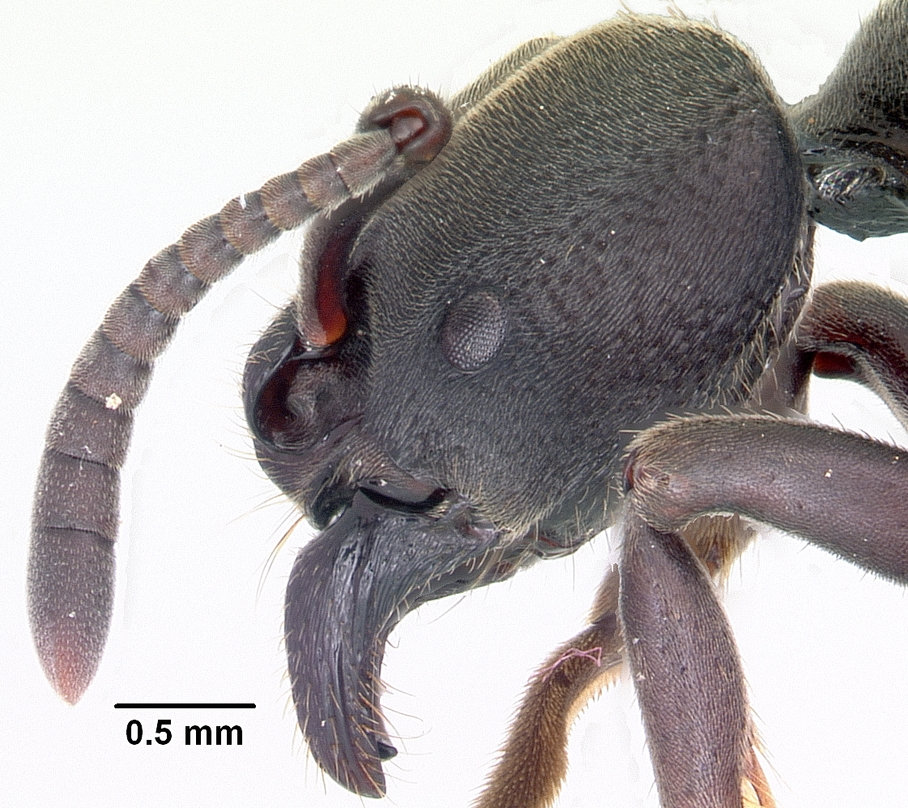
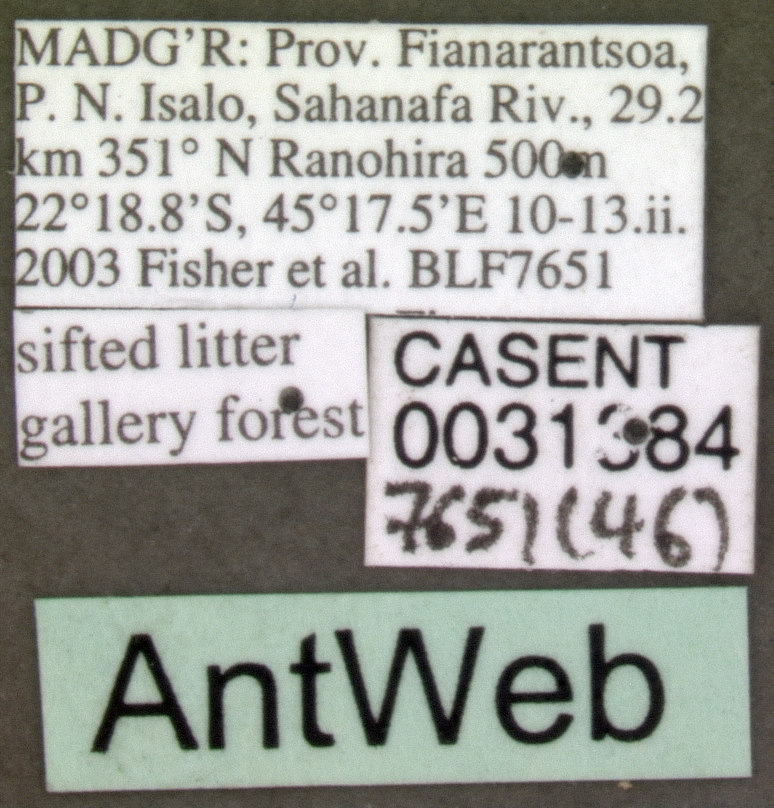
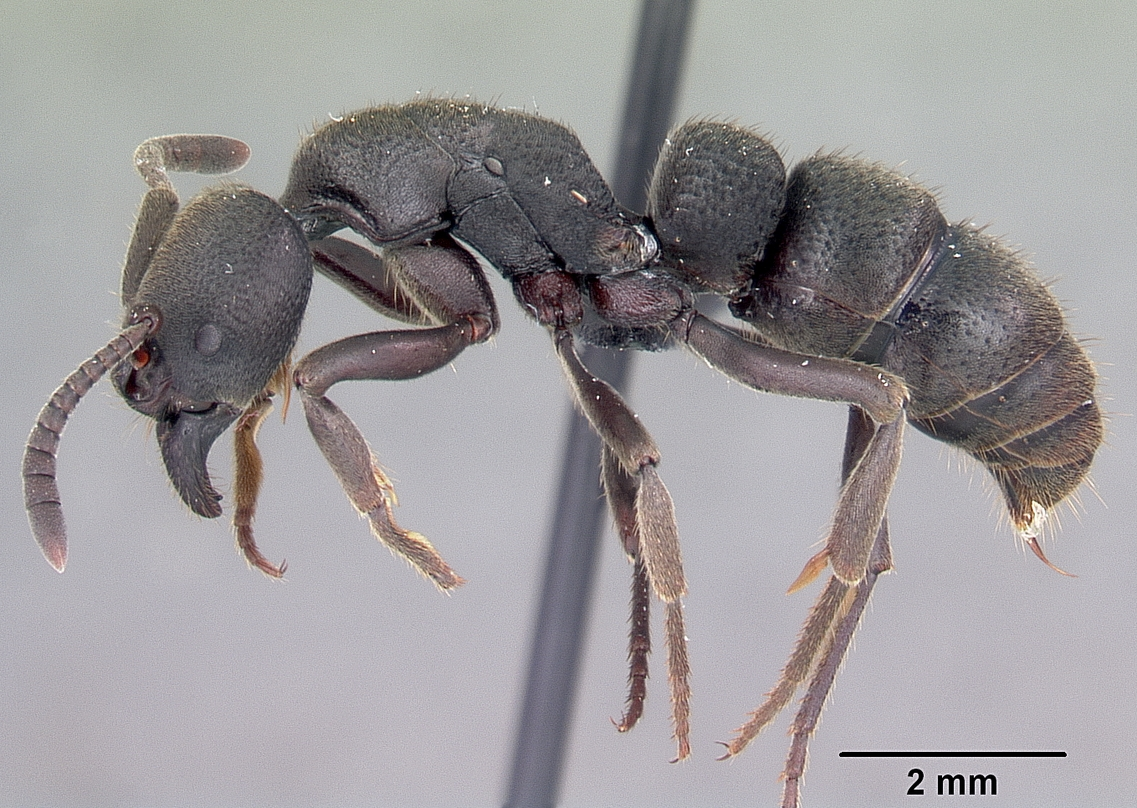